# Iris goniocarpa
Iris goniocarpa är en irisväxtart som beskrevs av John Gilbert Baker. Iris goniocarpa ingår i släktet irisar, och familjen irisväxter. Inga underarter finns listade i Catalogue of Life.